# Associazione Calcio Cesenatico 1985-1986
Questa voce raccoglie le informazioni riguardanti l'Associazione Calcio Cesenatico nelle competizioni ufficiali della stagione 1985-1986.

## Rosa
| N. |                   | Ruolo | Calciatore          |
| -- | ----------------- | ----- | ------------------- |
|    | Italia (bandiera) | D     | Matteo Abbondanza   |
|    | Italia (bandiera) | A     | Gianni Bonfante     |
|    | Italia (bandiera) | D     | Luca Burini         |
|    | Italia (bandiera) | D     | Pierluigi Carpineti |
|    | Italia (bandiera) | C     | Claudio Casellato   |
|    | Italia (bandiera) | D     | Cristiano Cassiani  |
|    | Italia (bandiera) |       | E. Drudi            |
|    | Italia (bandiera) |       | R. Drudi            |
|    | Italia (bandiera) | C     | Maurizio Galli      |
|    | Italia (bandiera) | C     | Marco Gambacorta    |
|    | Italia (bandiera) |       | Mainardi            |

| N. |                   | Ruolo | Calciatore         |
| -- | ----------------- | ----- | ------------------ |
|    | Italia (bandiera) |       | Marri              |
|    | Italia (bandiera) | D     | Moreno Mozzone     |
|    | Italia (bandiera) | P     | Andrea Muccioli    |
|    | Italia (bandiera) | P     | Moreno Orlandi     |
|    | Italia (bandiera) |       | Pedini             |
|    | Italia (bandiera) | C     | Riccardo Raffalli  |
|    | Italia (bandiera) | A     | Paolo Rossi        |
|    | Italia (bandiera) | C     | Matteo Senni       |
|    | Italia (bandiera) | D     | Giancarlo Succi    |
|    | Italia (bandiera) | C     | Maurizio Teodorani |
|    | Italia (bandiera) | A     | Massimo Tosoni     |